# William A. Wellman
William Augustus Wellman (ur. 29 lutego 1896 w Brookline, zm. 9 grudnia 1975 w Los Angeles) – amerykański reżyser filmowy, scenarzysta, producent i pilot wojskowy.
Był reżyserem dramatu wojennego Skrzydła (1927), pierwszego w historii filmu nagrodzonego Oscarem w 1929. Sam statuetki nigdy nie zdobył, choć był do niej trzykrotnie nominowany za reżyserię filmów: Narodziny gwiazdy (1937), Pole bitwy (1949) i Noc nad Pacyfikiem (1954).
Był czterokrotnie żonaty, miał siedmioro dzieci (wszystkie ze związku z czwartą żoną, Dorothy Wellman). Zmarł na białaczkę w wieku 79 lat.

## Najważniejsze filmy
- The Twins of Suffering Creek (1920, debiut)
- Skrzydła (1927)
- Legion potępieńców (1928)
- Dangerous Paradise (1930)
- Wróg publiczny nr 1 (1931)
- Zdobywcy (1932)
- Zew krwi (1935)
- Szczęśliwie się skończyło (1937; inny polski tytuł Żadnych świętości)
- Narodziny gwiazdy (1937)
- Braterstwo krwi (1939)
- Roxie Hart (1942)
- Zdarzenie w Ox-Bow (1943)
- Dama z rewii (1943)
- Żołnierze (1945)
- Magiczne miasto (1947)
- Droga do Yellow Sky (1948)
- Pole bitwy (1949)
- Missouri (1951)
- Kocie ślady (1954)
- Noc nad Pacyfikiem (1954)
- Chiński szlak (1955)